# Kirkham
Kirkham är en stad och civil parish i Fylde i Lancashire i England. Civil parish har 7 194 invånare (2011). Byn nämndes i Domedagsboken (Domesday Book) år 1086, och kallades då Chicheham.